# Еет
Еет (на гръцки: Αἰήτης) е митичен цар на Колхида, баща на Медея, Халкиопа и Апсирт. В негова власт е Златното руно, преди да бъде откраднато от Язон с помощта на Медея.